# L'anima vola (singolo)
L'anima vola è il primo singolo estratto dall'ottavo album in studio di Elisa, L'anima vola, pubblicato il 23 agosto 2013.

## Descrizione
Il brano, scritto e prodotto da Elisa, è dedicato al suo compagno Andrea Rigonat. Gli archi, come nel resto dell'album, sono a cura di Davide Rossi. In un'intervista a Fanpage.it l'artista ha parlato del significato del brano:

## Pubblicazione
Pubblicato in radio il 23 agosto 2013, il singolo è stato reso disponibile per il download digitale il 27 agosto.
È il decimo singolo in italiano della cantante e viene distribuito anche in Argentina, Stati Uniti d'America e in alcuni paesi dell'Unione europea.

## Altre versioni
Il 17 gennaio 2014 è stata annunciata la pubblicazione di un EP di remix del brano. L'EP è stato pubblicato sulle piattaforme digitali il 28 gennaio, mentre lo streaming è stato reso disponibile su Spotify dal 21 dello stesso mese. I remix sono a opera di Gabry Ponte, Big Fish e Latino Pellegrini.

## Video musicale
Il video ufficiale del brano, girato nel luglio 2013 e diretto da Latino Pellegrini e Mauro Simionato, è stato pubblicato il 15 settembre 2013, dopo un'anteprima al TG1 avvenuta nella stessa giornata.
Nel videoclip per tutta la prima strofa della canzone Elisa è inquadrata in piedi ferma su uno sfondo nero, dopodiché inizia a compiere alcuni passi di danza e contemporaneamente il suo corpo viene moltiplicato con effetti digitali.

## Tracce
Download digitale
1. L'anima vola

The Remixes EP
1. L'anima vola (Gabry Ponte Remix)
2. L'anima vola (Big Fish Remix)
3. L'anima vola (So Not Remix)

## Successo commerciale
Il brano ha raggiunto la prima posizione della classifica di vendita sulla piattaforma ITunes Store in sei ore dalla sua pubblicazione. Dopo sole tre settimane dalla sua pubblicazione, L'anima vola è stato certificato disco d'oro dalla FIMI. Il 27 giugno 2014 riceve la certificazione di doppio disco di platino.

## Classifiche
| Classifica (2013) | Posizione massima |
| ----------------- | ----------------- |
| Italia            | 2                 |
| Italia (airplay)  | 1                 |

### Classifiche di fine anno
| Classifica (2013) | Posizione |
| ----------------- | --------- |
| Italia            | 23        |